# Barda (město)
Barda (ázerbájdžánsky Bərdə) je okresní a největší město stejnojmenného rajónu v Ázerbájdžánu. Leží jižně od Jevlachu, na levém břehu řeky Terter. Město má bohatou historii sahající až do starověku – od konce 4. století až do 10. století byla Barda hlavním městem Kavkazské Albánie. Žije zde 40 300 obyvatel (2021).

## Původ názvu
Barda se původně nazývalo Perozapat po perském králi Perozovi. Starověký název města je zaznamenán v několika jazycích: arménsky: Պարտավ/Partav, gruzínsky:  ბარდავი/Bardavi a arabsky بردعة/Bardaa.

## Dějiny města

### Starověk
V 60. letech 5. století n. l. král Vache II. z Kavkazské Albánie na příkaz perského krále Peróze I. založil osadu Perozapat, která později nahradila Qabalu a stala se novým hlavním městem Kavkazské Albánie. V 80. letech 5. století byla osada na příkaz perského velkokrále Kaváda I. opevněna. V roce 552 se Partav stal hlavním centrem Albánské apoštolské církve.

### Středověk
V roce 645 se město dostalo pod kontrolu muslimských Arabů a od této doby je známo pod současným názvem Barda. V 8. století bylo opevněno s cílem čelit opakovaným nájezdům Chazarů ze severu, kteří pronikali do oblasti z povodí Volhy. Opevnění města bylo postaveno z cihel a kamene a podle dochovaných zlomků keramiky a fragmentů zdí lze předpokládat, že se jednalo o jedno z nejvýznamnějších sídel východního Kavkazu té doby. V letech 748–752 zde vypuklo protiarabské povstání, motivované náboženským napětím i politickými a hospodářskými faktory. 
Na přelomu 9. a 10. století začala Barda postupně ztrácet svůj význam v regionu, a to ve prospěch rozvíjejícího se města Gjandža, které se stalo novým hospodářským centrem oblasti. Úpadek Bardy byl provázen přesunem sídla Albánské apoštolské církve do Bardaku.
V 10. století docházelo k demografickým změnám a sílila muslimská populace, i přesto si křesťanská menšina zachovala ve městě pevnou pozici. Barda zůstávala významným duchovním centrem, mj. jako sídlo nestoriánského biskupství. Archeologické nálezy, včetně dochovaných náhrobků, liturgických předmětů a zlomků křesťanských nápisů, dokládají náboženskou rozmanitost města v tomto období.
V roce 944 bylo město dobyto armádou kyjevského knížete Igora, který vedl výpravu na Kavkaz pravděpodobně s cílem získat kořist a prosadit mocenský vliv v oblasti. Přestože se vojsko zmocnilo města, bylo nuceno jej krátce poté opustit v důsledku odporu místního obyvatelstva a propuknutí infekčních nemocí. Tato událost se odrazila i v ústní tradici a kronikářských záznamech jak v ruských, tak v arabských a perských pramenech.
Arménský kronikář Matouš z Edessy ve své kronice z první poloviny 12. století město zmínil pod názvem Partav a zmínil u toho, že je arménské město nedaleko pobřeží Kaspického moře.
Následující staletí byla vyplněna silnými zemětřeseními a také mongolskou invazí. Město tak ztrácelo na své důležitosti.

### Novověk
V roce 1736 bylo město vypleněno Nádir Šáhem a o několik let později se stalo součástí nově vzniklého Karabašského chanátu. V dobách chanátu byla Barda malou nevýznamnou osadou, kdy počet obyvatel nepřesahoval více než 300 obyvatel.
Aby bylo potlačeno karabašské povstání v roce 1920, bylo bolševickými silami město ostřelováno těžkým dělostřelectvem a následně dobyto.

### Současnost
Linie příměří, kterou skončila První válka o Náhorní Karabach v roce 1994, byla jen několik kilometrů od města.
27. října 2020 bylo město zasaženo raketovým útokem z Arménie, zemřelo nejméně 21 lidí, včetně sedmileté dívky, a dalších 70 bylo zraněno. Skupina novinářů z New York Times cestující po hlavní třídě města, se dostala pod palbu z arménské strany a zaznamenala ve městě "sérii ohlušujících výbuchů." Podle ázerbájdžánských úřadů na město stříleli arménští vojáci ze svých pozic v Arménii a použili těžký raketomet BM-30 Smerč spolu s kazetovou municí. Organizace pro lidská práva Amnesty International a Human Rights Watch potvrdily použití zakázaných kazetových bomb Arménií proti civilistům v Bardě.

## Hospodářství
Barda je spolu s několika dalšími regiony Ázerbájdžánu součástí tzv. aranské ekonomické oblasti.

### Zemědělství a živočišná výroba
Barda je tradičně známá pěstováním bavlny a obilovin, které tvoří základní složky místního zemědělství. Významnou roli hraje také chov skotu a drůbeže (Bərdə Quşçuluq), stejně jako produkce mléčných výrobků. V oblasti se rovněž rozvíjí hedvábnictví, které má historické kořeny sahající až do středověku. Moderní zemědělské podniky, jako je například Azer Milk, využívají příznivého klimatu a dostupnosti vodních zdrojů k efektivnímu chovu dobytka a produkci mléka.

### Průmysl a zpracovatelské podniky
V Bardě se nachází několik průmyslových podniků, které zpracovávají místní zemědělské produkty. Mezi ně patří mlékárny, čistírny bavlny, továrny na výrobu rostlinných olejů (Bərdə Yağ-Pendir JSC) a oděvní závody.

## Osobnosti
- Husrav II. – poslední perský velkokrál z dynastie Sásánovců je v literatuře poprvé zmíněn kolem roku 580, kdy byl v Bardě – hlavním městě Kavkazské Albánie. Během svého pobytu byl guvernérem království.

## Partnerská města
- Beykoz, Turecko, 2021[18]

## Galerie

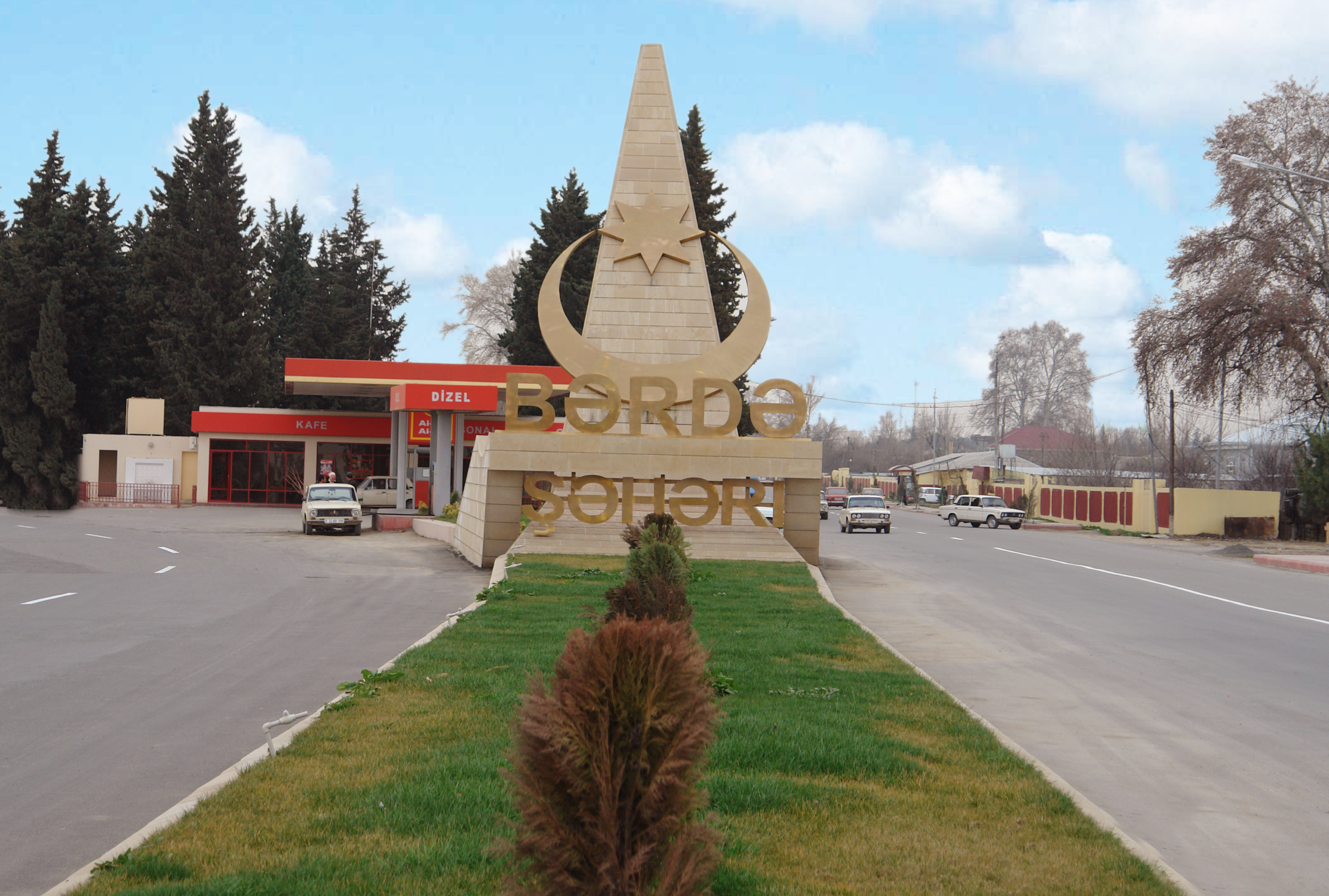
Jeden z vjezdů do města
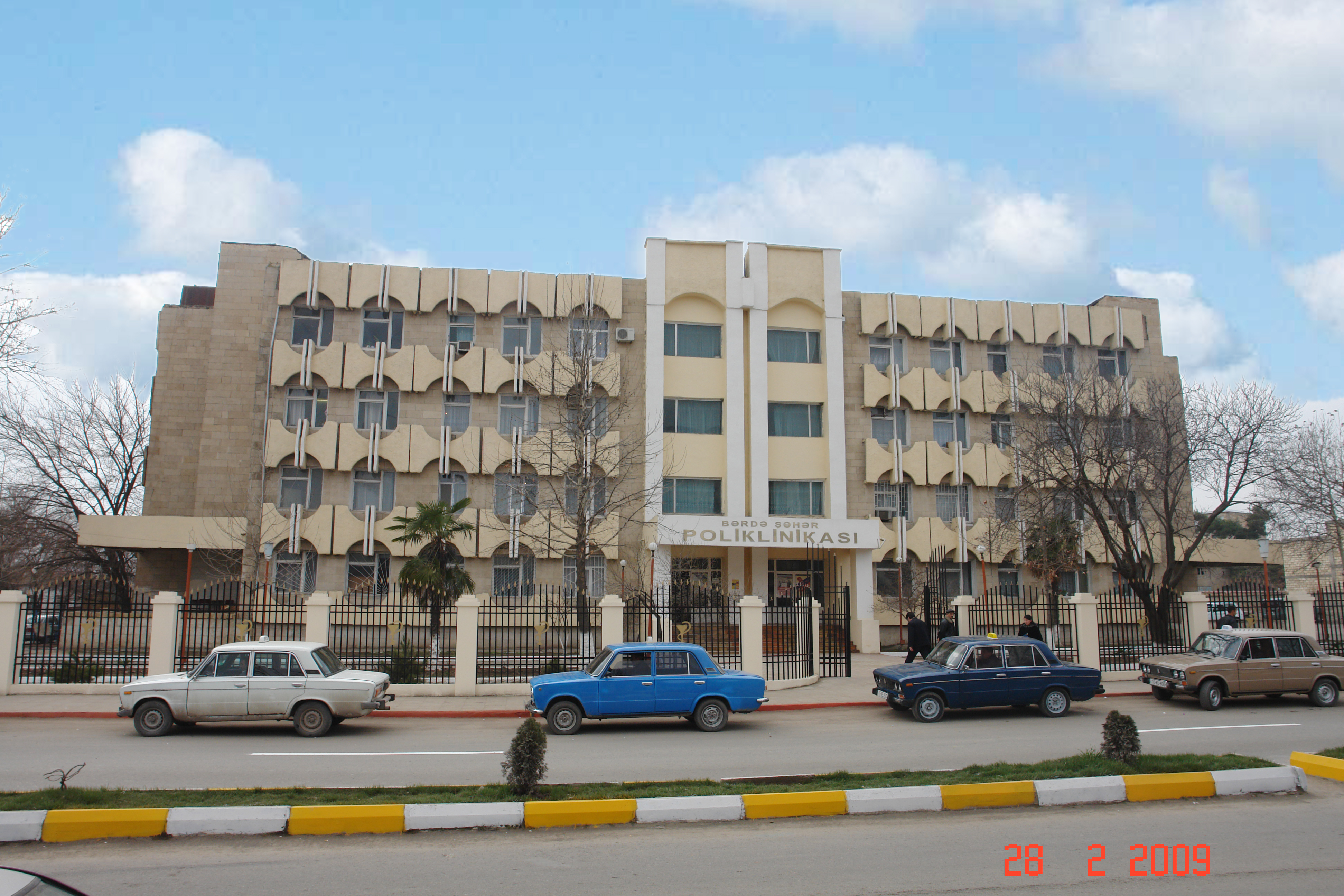
Městská poliklinika
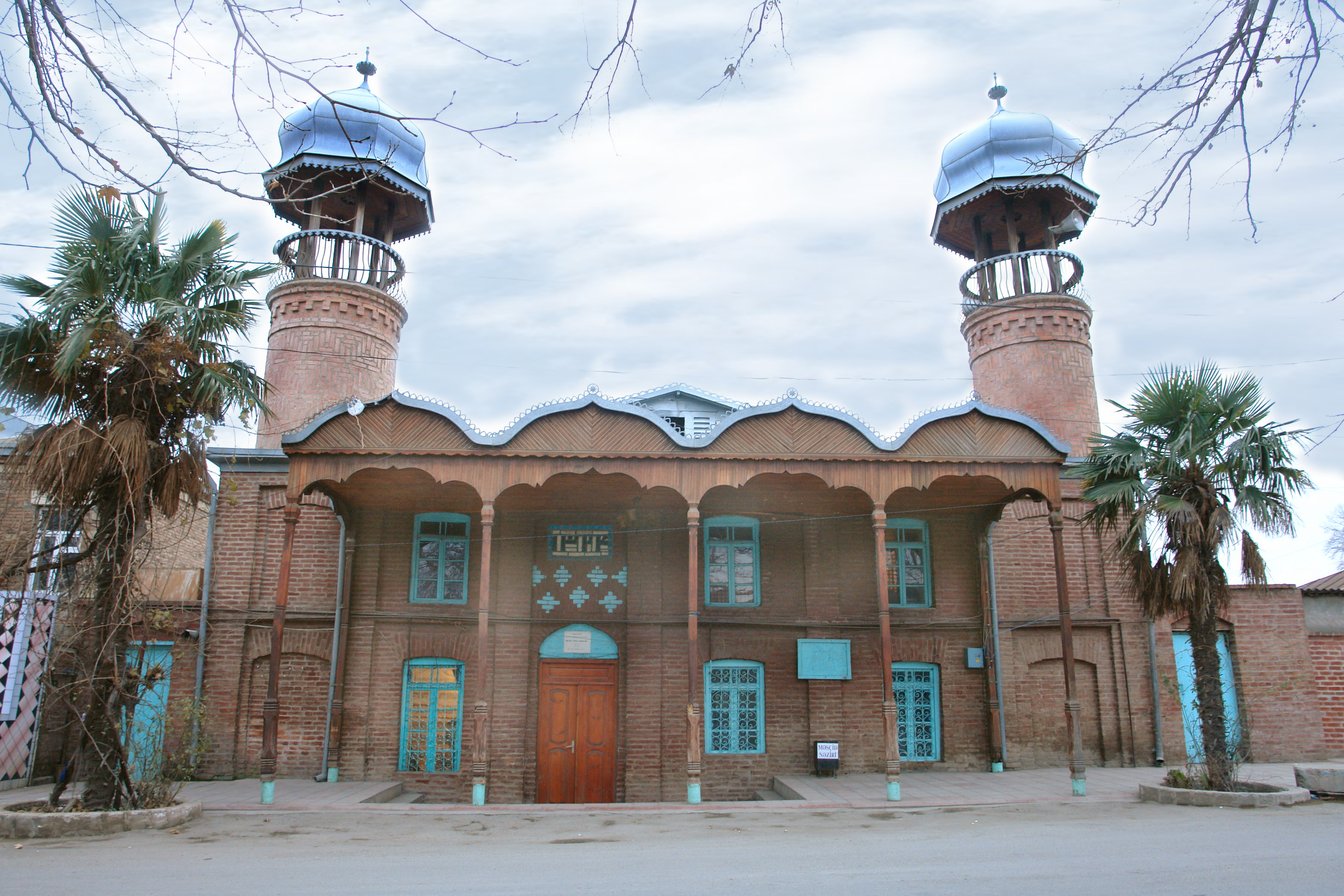
Jedna z bardských mešit
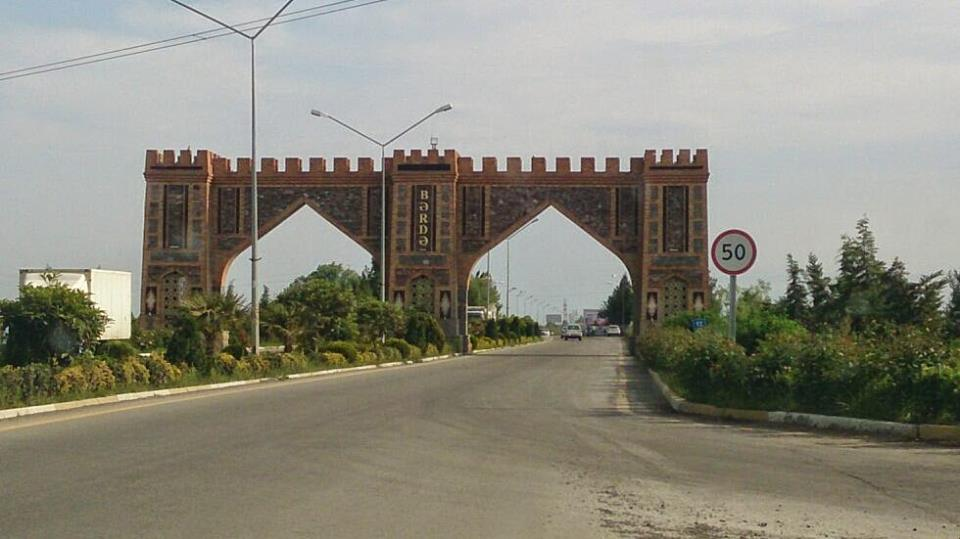
Hlavní vjezd do Bardy, tzv. Brána do Karabachu
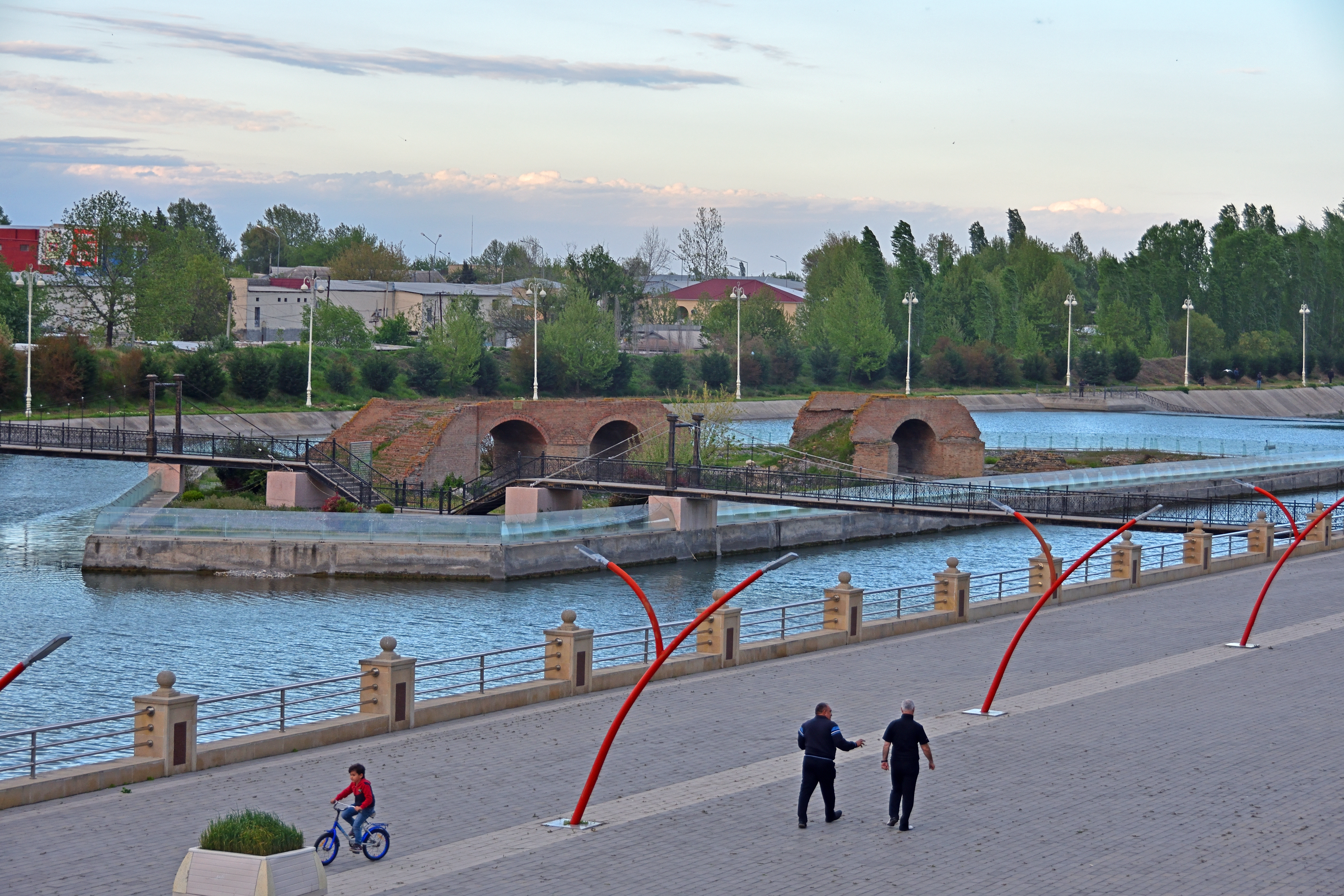
Zbytky středověkého bardského mostu
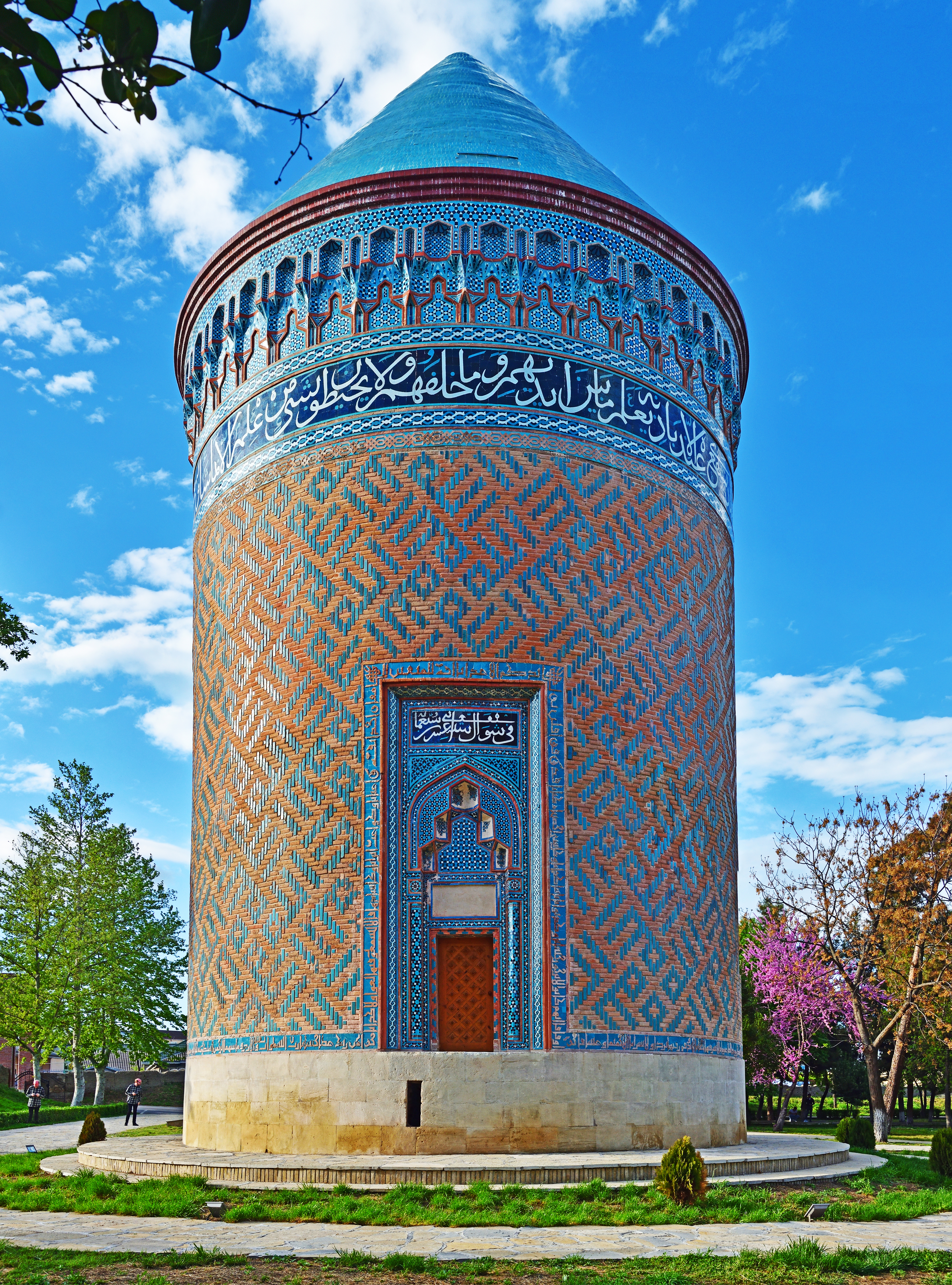
Mauzoleum v Bardě postavené v roce 1322
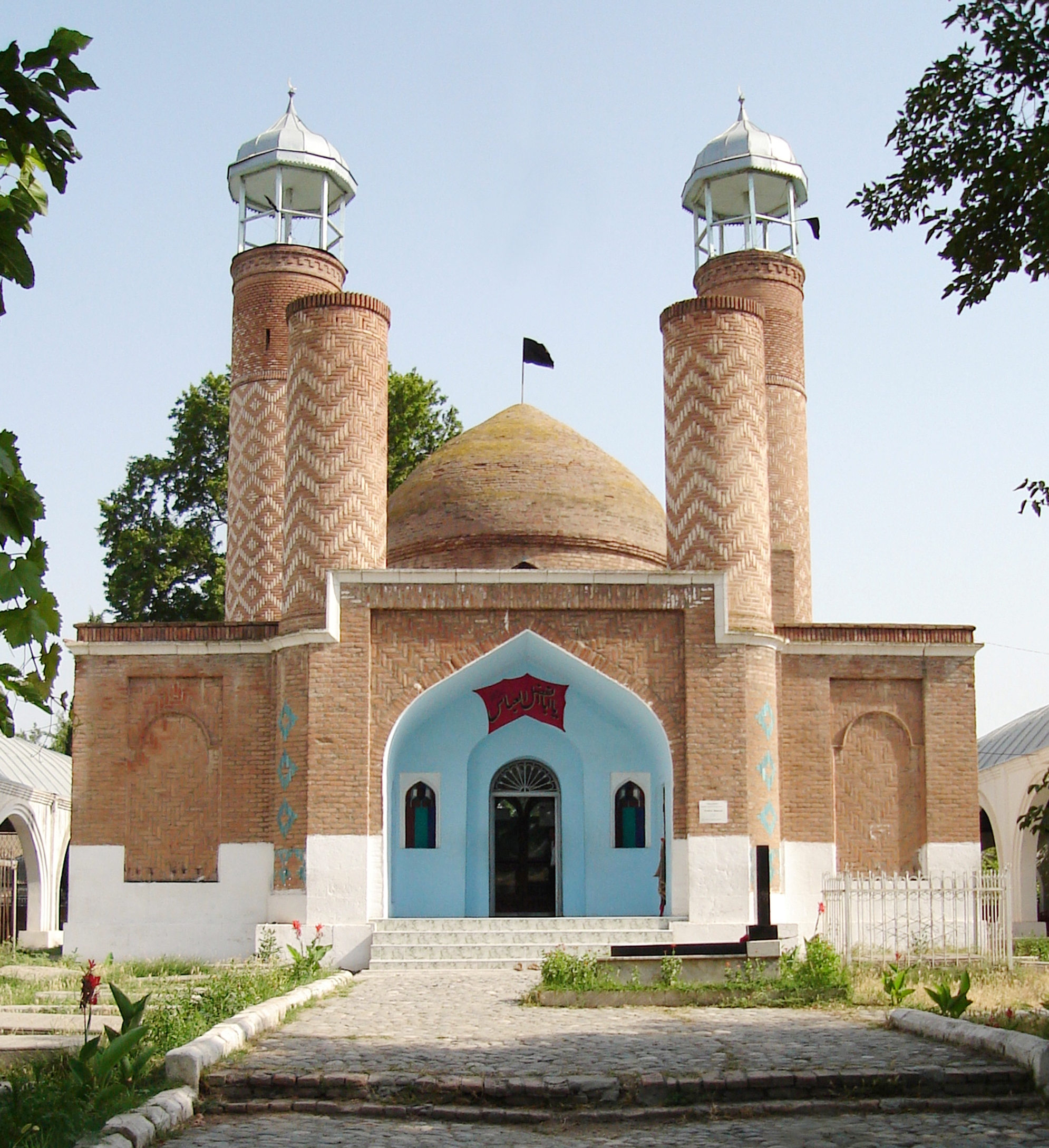
Ibrahimova mešita a mauzoleum